# Tredje anglo-burmesiska kriget
Tredje anglo-burmesiska kriget (burmesiska: တတိယ အင်္ဂလိပ် - မြန်မာစစ်) mellan 1885 och 1886 var ett brittiskt erövringskrig mot Burma. Syftet var att säkra östflanken för det brittiska väldet i Indien.

## Historia
Den 22 oktober 1885 fick kung Thibaw ett brittiskt ultimatum som krävde att Burmas utrikespolitik skulle underordnas den brittiska regeringen i Indien. Då Thibaw vägrade skickades sir Henry Prendergast iväg med en expeditionskår. Efter två veckors fälttåg var kriget över, Mandalay intaget och kung Thibaw på väg till Indien som fånge. Burma annekterades och införlivades med Brittiska Indien och kungen internerades i Ratnagiri i Deccan. Den 24 juli 1886 avsade sig Kina sin formella överhöghet över Burma till förmån för Storbritannien mot att britterna lovade att fortsätta att betala Burmas gamla tribut till Peking. Gerillastyrkor fortsatte dock att göra motstånd. Först 1891 upphörde striderna. Bergstrakterna i övre Burma kom emellertid aldrig under effektiv militär kontroll. 